# Зона-да-Мата (мезорегион)

Зона-да-Мата на карте.

Зона-да-Мата (порт. Mesorregião da Zona da Mata) — административно-статистический мезорегион в Бразилии, входит в штат Минас-Жерайс. Население составляет 2 173 374 человека (на 2010 год). Площадь — 35 707,726 км². Плотность населения — 60,87 чел./км².

## Демография
Согласно сведениям, собранным в ходе переписи 2010 г. Национальным институтом географии и статистики (IBGE), население мезорегиона составляет:
| Полное население                            | Полное население                            | Полное население                            | Полное население                            | 2 173 374 |
| ------------------------------------------- | ------------------------------------------- | ------------------------------------------- | ------------------------------------------- | --------- |
| в том числе:                                | Городское население                         | 1 756 051                                   | Процент городского населения, %             | 80,80     |
|                                             | Сельское население                          | 417 323                                     | Процент сельского населения, %              | 19,20     |
|                                             | Мужское население                           | 1 066 314                                   | Процент мужского населения, %               | 49,06     |
|                                             | Женское население                           | 1 107 060                                   | Процент женского населения, %               | 50,94     |
| Плотность населения, чел/км²                | Плотность населения, чел/км²                | Плотность населения, чел/км²                | Плотность населения, чел/км²                | 60,87     |
| Население мезорегиона в % к населению штата | Население мезорегиона в % к населению штата | Население мезорегиона в % к населению штата | Население мезорегиона в % к населению штата | 11,09     |

## Статистика
- Валовой внутренний продукт на 2003 год составляет 10 924 012 370,00 реалов (данные: Бразильский институт географии и статистики).
- Валовой внутренний продукт на душу населения на 2003 год составляет 5204,94 реалов (данные: Бразильский институт географии и статистики).
- Индекс развития человеческого потенциала на 2000 год составляет 0,762 (данные: Программа развития ООН).

## Состав мезорегиона
В мезорегион входят следующие микрорегионы:
1. Катагуазис
2. Жуис-ди-Фора
3. Маньюасу
4. Муриаэ
5. Понти-Нова
6. Уба
7. Висоза